# Колечково
Колечково (пол. Koleczkowo) — село в Польщі, у гміні Шемуд Вейгеровського повіту Поморського воєводства.
Населення — 1331 особа (2011).
У 1975-1998 роках село належало до Гданського воєводства.

## Демографія
Демографічна структура станом на 31 березня 2011 року:
|          | Загалом | Допрацездатний вік | Працездатний вік | Постпрацездатний вік |
| -------- | ------- | ------------------ | ---------------- | -------------------- |
| Чоловіки | 686     | 164                | 472              | 50                   |
| Жінки    | 645     | 168                | 396              | 81                   |
| Разом    | 1331    | 332                | 868              | 131                  |